# Мальтійські монети євро
Мальтійські монети євро — вісім монет євро, випущених Монетним двором Мальти. На монетах номіналом 1, 2, 5 центи зображений мегалітичний храмовий комплекс Мнайдра, номіналом 10, 20, 50 центів — герб Мальти, 1 і 2 євро — Мальтійський хрест. Всі монети містять на реверсі 12 зірок ЄС, рік випуску.

## Дизайн національної сторони
Вибір дизайну національної сторони відбувався за участю громадськості. Перший тур обговорення почався 14 січня 2006 року і закінчився 29 січня 2006 року; в цей період обговорювалися 12 варіантів дизайну, які ділилися на 4 теми, за три варіанти на тему: первісна Мальта, Ренесанс на Мальті, мальтійська самобутність і мальтійський архіпелаг. За його результатами перше місце зайняло «Хрещення Христа в Соборі Святого Іоанна» (3498 голосів), герб Мальти (2742 голоси) і храмовий вівтар Мнайдра (1872 голоси). Ще один варіант фортеця Святого Анджело отримав 2037 голосів, але не був включений до списку переможців, тому що інша номінація на ту саму тему, «Хрещення Христа в Соборі Святого Іоанна», набрала більше голосів.
У другому турі виборів, що пройшов з 29 травня до 9 червня 2006 року, запропоновано вибрати остаточний макет по кожній з тем. За результатами туру перемогли мальтійський хрест, мальтійський герб і храм. Остаточний випуск монет Центральним банком Мальти відбувся 19 лютого 2007 року. 23 жовтня 2007 року офіційні зразки опубліковані в Офіційному віснику Європейської Ради.
| 0,01 € | 0,02 € | 0,05 €                       |
| ------ | ------ | ---------------------------- |
|        |        |                              |
| 0,10 € | 0,20 € | 0,50 €                       |
|        |        |                              |
| 1,00 € | 2,00 € | Гурт монети в €2             |
|        |        | Цифра 2 і мальтійські хрести |

## Випуск монет
Джерело:  
| Номінал | €0.01      | €0.02      | €0.05      | €0.10      | €0.20      | €0.50      | €1.00      | €2.00      |
| --- | ---------- | ---------- | ---------- | ---------- | ---------- | ---------- | ---------- | ---------- |
| 2008 | 10,000,000 | 36,000,000 | 34,000,000 | 41,000,000 | 40,000,000 | 15,000,000 | 14,000,000 | 10,000,000 |
| 2009 | ///        | ///        | ///        | ///        | ///        | ///        | ///        | ///        |
| 2010 | ///        | ///        | ///        | ///        | ///        | ///        | ///        | ///        |
| /// = монети не карбувалися, ??? = дані відсутні, --- = монети карбувалися тільки для ознайомчих наборів sets |            |            |            |            |            |            |            |            |

## Ідентифікаційні знаки
| Національний ідентифікатор | «MALTA»                                                     |
| Знак монетного двору       | F                                                           |
| Ініціали дизайнера         | 1,2, 5 cent NGB Файл:Euro.inscription.initial.malta.008.jpg |
| Знаки по гурту монети €2   |                                                             |